# ビートきよし
ビートきよし（1949年12月31日 - ）は、日本の漫才師、お笑い芸人、コメディアン、俳優。本名、兼子 二郎（かねこ にろう）。旧芸名は松鶴家二郎、空きよし、兼子きよし、ビートキヨシ。

## 人物
漫才ブーム（MANZAIブーム）全盛時から現在まで活動を続ける人気漫才コンビ「ツービート」のツッコミ役であり、たけしの毒舌に対するツッコミの「よしなさい!」は流行語になり、今も世間で使われている。神奈川県横浜市在住。
ボケ役である相方のビートたけし（北野 武）のことは親しみを込めて相方と呼ぶ。かつてはダテ企画の所属だったが、2014年4月から相方の所属のオフィス北野所属となった。しかし相方の独立に伴い、2018年3月をもってオフィス北野から離れることになった。現在はBKプロダクション(個人事務所)キャストパワーと業務提携している。

## プロフィール

### 生い立ち
山形県最上郡最上町出身。弟に尺八奏者の米谷智がいる。高校卒業後上京し、東京宝映の養成所を経て浅草のストリップ劇場「ロック座」の幕間芸人となり、深見千三郎に師事する。その後ロック座の経営が移ったため、同じ浅草のフランス座に深見と共に移籍した。

### ツービート結成
その後、たけしがエレベーターボーイとしてフランス座に入り、深見に入門したことで後輩の幕間芸人となる。しばらくしてきよしはフランス座を辞めて松鶴家千とせから松鶴家次郎・二郎の名前を貰い（二郎がきよし）、大須演芸場でデビュー。相方はレオナルド熊の弟子だったが、事情があり1か月経たずにコンビ解消。しかし、大須には一年間の出演契約があったためにこの舞台を埋めるべく、急遽コント志向で漫才を渋るたけしを誘って漫才コンビを結成。当初は、ネタはきよしが作成していたが、正統派の掛合い漫才できよしのボケが当たらず全く芽が出なかった。この頃、きよしが一時コロムビア・ライトの付き人をして生活をしのいでいたため、その縁でライトより空たかし・きよし（コロムビア・トップ・ライト一門は皆「青空」の家号を名乗るが、片方の弟子なので「空」だけとなった）の名前を貰い、浅草松竹演芸場に出演。また、営業にも出た。なお、仕事は全てきよしが引き受けていた。
演芸場のギャラは安いため、地方キャバレーなども回るようになるが、たけしは酔客相手の仕事を嫌い、出番をすっぽかしたり酒に酔って舞台に上がることが多かった。また、店の悪口を言ったり、客やホステスにケンカを吹っ掛けたりしたので、たびたび舞台から降ろされたため、きよしは場つなぎに使う奇術ネタを用意していたという。その後松鶴家千代若・千代菊一門に戻って、コンビ名も「ツービート」に改称。ボケとツッコミの役割も入れ替わり、きよしはたけしのボケにツッコミを入れながら、出身地の自虐ネタをするのが売り物になった。
その後、同じ浅草松竹演芸場に出演する芸人達から人気に火がつき、演芸場での人気が上がったのとは裏腹に、その破壊的な芸風は一部の関係者に受け入れられず激しい抑圧を受け、漫才協団から脱退を求める声すら起きたという。ツービートは1976年に、協団が主催するNHK新人漫才コンクールに3年連続で出場したが、最優秀賞を獲得することは出来なかった。

### MANZAIブーム期
1980年代前半の「MANZAIブーム」の折りには、ツービートは毒舌漫才と毒舌ネタを売り物に、B&Bやザ・ぼんち等と共に一躍知名度を上げた。『笑ってる場合ですよ!』や『オレたちひょうきん族』などの人気お笑い番組に出演し人気を博し、同番組できよしは同じツッコミの役回りである松本竜助、島田洋八とともにうなずきトリオを組んで、大瀧詠一プロデュースによるレコード「うなずきマーチ」（キャニオン・レコード、1982年）を出したこともある。

### ブーム後
間もなくブームが終わるとツービートとしての活動は縮小し、相方のたけしが単独で大きな人気を得るようになった。しかし、たけしとは現在もたまに漫才をすることもあり、コンビの解散や漫才師を廃業したわけではない。なお、きよしは太田プロダクションを退社した後フリーとなったが、その後ダテ企画に所属した。
ブーム後たけしが映画監督など活躍の場を広げる傍ら、きよしも『スーパージョッキー』をはじめとするレギュラー番組を多数持った。さらに、たけしが監督した映画『菊次郎の夏』、『TAKESHIS'』などへの出演もある。
また、さいたま市浦和区にあるFMレッズウェーブにて毎週火曜日午後4時より『きよしのそれそれレッズゴー』のメインパーソナリティーも担当していた。2008年4月から、B&Bの島田洋八と「うなずきコンビ」を結成。LIVE STAND 08 、よしもと浅草花月の舞台に出演。2012年11月に東邦出版より、『相方〜ビートたけしとの幸福』を出版。

### 現在
2014年4月1日に、相棒のたけしに誘われオフィス北野に移籍したが、2018年3月をもって退社している。2016年4月27日、浅草修行時代や漫才ブームの日々を自身の視点で回想した『もうひとつの浅草キッド』を双葉社より出版した。また、2017年現在『たまたま、きよし。お財布万歳!』（SPEEDチャンネル）や『ひるキュン!』（TOKYO MX）などのレギュラー番組に出演し、その傍ら、細川たかし座公演の舞台に出演し、コンサート司会も行っている。2018年以降、大晦日のももいろ歌合戦（BS日テレ・フジテレビNEXT・ニッポン放送など）に連続出場。
現在個人事務所で芸能の仕事をする傍ら、横浜市中区福富町西通にてカラオケパブ【スター場】を営む。
2021年より、配信サイトPococha（ポコチャ）にて配信開始。2022年7月5日、同じく配信サイトのふわっちで配信開始。初日には26000人以上が訪れた。

## 主なギャグ
- 「よしなさい!」
- 「バカな事言うな!」
- 「何言ってんだ!」
- 「またかまたかまたか!」
ツッコミの語彙がここに挙げた言葉程度しかないというネタは、たけしや『ビートたけしのオールナイトニッポン（以下、オールナイト）』リスナーによくネタにされていたが、実際の漫才ではそれ以外の言葉の方が圧倒的に多く、頭の回転の速いたけしに絶妙なタイミングでツッコミを入れられるのはきよしだけである。
- 「メモれ!」「テプれ!」「コピれ!」などの略語
『オールナイト』で1982年頃に片岡鶴太郎がきよしの物真似をしながら多用したため、リスナー間でも流行した（たけし曰く、「本物よりも似ている」）。これらは「おまえら俺が生きてるうちに俺から学べよ、盗めよ」に続くフレーズであり、つまりきよしのギャグ（駄洒落がほとんど）をメモやテープにとっておけという意味である（後年、「ビデれ（ビデオに撮れ）!」「ファクシミれ!」「パソコれ!」等が追加されている）。
- 天国の小咄
その1:「あのよ〜」
その2:「キリストが死んだって？ イエス」
その3:「ブルース・リーが天国に行ったんだって。ウチュ〜」
このネタが『オールナイト』でウケたことから、同番組内に「きよし先生の宇宙コーナー」が作られた。

## 出演

### バラエティ
- THE MANZAI
- オレたちひょうきん族
- スーパージョッキー
- 北野ファンクラブ
- ビートたけしのオールナイトニッポン（ニッポン放送）
- ビートたけしの全日本お笑い研究所
- たけしのここだけの話（関西テレビ） ゲスト出演
- 総天然色バラエティー  北野テレビ
- ギミア・ぶれいく（TBSテレビ） ゲスト出演
- ビートたけしのつくり方
- 面白情報テレビンビン（テレビ東京）
- 朝までたけし軍団
- ビートたけしの絶対見ちゃいけないTV
- 北野タレント名鑑（「ズートきよし」や「カルーセルきよし」として無理やり出演。最終回にも登場）
- たけしの誰でもピカソ（特番や最終回）
- OH!たけし
- 天才・たけしの元気が出るテレビ!!
- たけしのダンカン馬鹿野郎!!（フジテレビ、2014年10月17日）
- たまたま、きよし。お財布万歳!（SPEEDチャンネル、2017年4月 - ）
- ひるキュン!（TOKYO MX、2017年10月 - 2018年9月）
- はなきんイイね！（テレビ神奈川、2019年8月より全12回）

### テレビドラマ
- 意地悪ばあさん 第1話「年寄りはダサイの巻」（1981年10月、フジテレビ / テレパック） - 三河屋のおかみ 役
- 時代劇スペシャル 隠密くずれⅣ 変幻くノ一黄金城の秘密（1983年、フジテレビ / 東映） - ピン太
- 特捜最前線 第341話「殺人マラソンコース!」（1983年11月、テレビ朝日 / 東映）
- 流れ星佐吉 第14話「岡ッ引き首ッたけ大弱り」（1984年7月、関西テレビ / 松竹）
- ビートたけしの学問ノススメ（1984年、TBSテレビ）
- TVオバケてれもんじゃ 第7話「不良少女XYZ 積木くずしパニック!!」（1985年、フジテレビ / 東映） - テレビの中の中学教師 役
- お坊っチャマにはわかるまい! （1986年、TBSテレビ） - 小坂 役
- 世界忍者戦ジライヤ 第33話「ギターかかえた渡り鳥 雷忍ワイルド」（1988年、テレビ朝日 / 東映）
- 火曜サスペンス劇場 雨の中の女  仕組まれた情事（1988年、日本テレビ）
- 雨よりも優しく（1989年、TBS） - 信用金庫課長（鮫島の上司） 役
- 月曜・女のサスペンス・傑作推理受賞作シリーズ・死の郵便配達（1989年9月18日、テレビ東京） - 尾崎英幸 役
- はいすくーる落書 （1989年、TBSテレビ） - 諏訪薬局の客 役
- 火曜スーパーワイド　お引越し　未亡人社長奮戦記　どんなものでも運びます（1989年7月18日、TBSテレビ）
- あばれ八州御用旅（1990年、テレビ東京 / ユニオン映画） - 弥五郎 役
- 火曜スーパーワイド　お引越し2　皆で運べば恐くない（1990年1月23日、TBSテレビ）
- 火曜サスペンス劇場　お引越し殺人事件（1990年8月14日、TBSテレビ）
- 泥棒に手を出すな! 第5話「美人刑事危機一髪!」（1990年11月15日、テレビ東京）
- 世にも奇妙な物語 冬の特別編「復讐クラブ」（1991年1月3日、フジテレビ）
- 悪女A⋅B（1991年8月30日、フジテレビ）
- 火曜サスペンス　素顔を取り戻した女（1993年9月21日、日本テレビ）
- ボクの就職（1994年、TBS）
- 秀吉（1996年、NHK大河ドラマ） - 長助 役 ※以降ビートキヨシ名義
- 土曜ワイド劇場（テレビ朝日）
  - 事件4・生命維持装置を切った女!（1996年6月22日） - 杉浦稔 役
  - 再捜査刑事・片岡悠介7・打上げ花火と同時に転落死!?脳指紋が暴く10年前のパティシエ殺人…（2015年1月31日） - 金剛寺常務 役
- 浅草ふくまる旅館（2007年、TBS） - 横川吉之助 役
- 愛の流刑地（2007年、日本テレビ） - ホテルフロント 役
- 極悪がんぼ 第5話「大阪から最強のライバル現る!」（2014年5月、フジテレビ） - 名真津滑男 役
- 水曜ミステリー9（テレビ東京）
  - 検事・沢木正夫3・共犯者（2015年8月19日） - 店主・丘野 役
  - 警視庁特命刑事☆二人2・新宿・荒木町コールドケース（2017年1月25日） - 大西孝二 役
- 松本清張特別企画・共犯者（2015年9月30日） - 杉本 役
- ドクター彦次郎（2015年10月 - 、テレビ朝日）- 福村 役
- 月曜名作劇場（TBS）
  - 税務調査官・窓際太郎の事件簿30（2016年4月11日） - 鉄工所の社長 役
  - 十津川警部シリーズ (内藤剛志)5（2018年4月9日） ‐ 内田正也 役
- 男と女のミステリー時代劇（2016年、BSジャパン） - 坂部甚四郎
- 全っっっっっ然知らない街を歩いてみたものの 第3話（2021年3月30日、フジテレビ） - 老人 役

### ラジオ
- 伊東四朗のあっぱれ土曜ワイド（文化放送）
- ビートきよしの深夜発 熱烈なんでも大放送（ラジオ日本）
- ビートきよしの「オレのもんだぜ!イセザキ・モール」（2012年11月1日 - 2013年1月31日、ラジオ日本）
- ふざけた人生相談（2019年10月1日 - 10月29日、FMヨコハマ）

### 映画
- まことちゃん（1980年、東宝・東京ムービー新社） - 本人 役
- マノン （1981年、幻燈社） - 金融会社の社員 役
- ダンプ渡り鳥（1981年、東映東京） - 警官B 役
- すっかり…その気で!（1981年、田中プロ） - 銀行の守衛 役
- 丑三つの村（1983年、松竹富士） - 赤木巌 役
- 戦場のメリークリスマス（1983年、松竹富士）） - 兵隊 役
  - ラロトンガ島で行われたロケーション撮影に参加したが、撮影現場の悪天候が連日続いた影響や監督の大島渚による助言もあり、同作品には出演せず、そのまま帰国した[2]。
- ザ・サムライ（1986年、東映） - パンティ泥棒役
- 必殺! III 裏か表か（1986年、松竹・朝日放送・京都映画） - 夢助 役
- 吉原炎上 （1987年、東映） - 源さん 役
- 山田村ワルツ（1988年、松竹） - バスの運転手
- 爆! BAKU（1992年、日本ビクター）
- 釣りバカ日誌8（1996年、松竹） - タクシーの運転手 役
- 菊次郎の夏（1999年、日本ヘラルド映画） - バス停の男 役
- TAKESHIS'（2005年、松竹）
- アキレスと亀（2008年）
- 鷲と鷹 （2014年、ユナイテッドエンターテイメント）
- さらば青春、されど青春。(2018年5月、日活) - 商社の資金課長 役
- 9 〜ナイン〜（2018年2月17日、MIRAI） - 鮫島良太 役[3]
- MIRRORLIAR FILMS Season3『絶滅危惧種』（2022年5月6日）
- 漫才協会 THE MOVIE 舞台の上の懲りない面々（2024年3月1日、KADOKAWA/ミックスゾーン/中京テレビ放送/ミラクルヴォイス[4]）特別出演
- サンセット・サンライズ（2025年1月17日、ワーナー・ブラザース映画）[5]

### オリジナルビデオ
- 爆裂!M・コネクション Vol.2 ザ・ファイナル・シューティング（1991年、SEIYO INTERNATIONAL）
- 水物語（1991年、バンダイビジュアル）
- ダンドリくん 実写版（1992年、東芝EMI） - 居酒屋で愚痴を言う男 役 ※ビートキヨシ名義
- 爆走トラッカー軍団（ケイエスエス）
  - 爆走トラッカー軍団3 紅薔薇軍団参上!（1993年）
  - 爆走トラッカー軍団4 なにわ【暴】(まるぼう)遊侠伝（1993年）
  - 爆走トラッカー軍団5 激闘! 香港マフィアVS女トラッカー（1994年）
- ファイナルファイター（1994年、にっかつ）
- 極道 華の乱 姐対姐御（1995年、SHSプロジェクト）
- 実録・悪漢（2009年）全2作 - 刑事
- 九州激動の1520日 新・誠への道（2009年、GPミュージアムソフト）

## ディスコグラフィ
- 茅場町の女
- 雨の権之助坂
- うなずきマーチ
- E・Ri・Ma・Kiとかげっこ音頭
  - エリマキトカゲブーム時の便乗曲
- 日本農民党当選音頭
- 全日本当選音頭
- ソレソレ音頭

## 主な著書
- おもしろゲームアイデア集 ― 宴会野外・汗かきベソかくケッ作チン作！（1986年10月発行、有紀書房）ISBN 978-4638007488
- ビートきよしの逆転満塁ホームラン（1983年1月発行、ダイナミックセラーズ出版）
- 相方 ビートたけしとの幸福（2012年10月20日発行、東邦出版）ISBN 978-4809410482
- もう一つの浅草キッド（2016年、双葉社）ISBN 978-4575311310

## 関連人物
- ビートたけし
- 島田洋八
- 松本竜助
- 河野和男（河野かずお、弟子）
- 荒川良々 - 『菊次郎とさき』第2・3シーズンできよしに相当する「金子二郎」を演じる。
- 平畠啓史、鈴木拓、岡田圭右  - 『ますだおかだのオールナイトニッポン』で結成された「平成うなずきトリオ」。
- U字工事 - きよし同様に出身地の田舎ぶりを誇大に強調した自虐ネタが代表作である。